# سرستون گاو دوسر کاخ آپادانا شوش
سرستون گاو دوسر کاخ آپادانا شوش قسمتی از کاخ با شکوه آپادانا داریوش بزرگ در شوش است. این سرستون بزرگ یکی از سی و شش ستون پشتیبان سقف کاخ آپادانا داریوش بزرگ در شوش است و نمایانگر معماری هخامنشی است که از فرهنگ‌ها و تمدن‌های مختلف و به صورت سبکی منسجم و مرتبط ایجاد شده‌است. هنگامی که داریوش بزرگ پس از کوروش بزرگ به پادشاهی هخامنشی رسید، شهر شوش را به عنوان پایتخت اداری و اجرایی سراسر قلمرو امپراتوری هخامنشی انتخاب کرد. 
این سی و شش ستون هر کدام دارای ۲۱ متر ارتفاع هستند که قاعده هر کدام به شکل مربع است که نام پادشاه بر روی آن حکاکی شده‌است. قدمت این کاخ و سرستون‌ها به ۵۱۰ سال پیش از میلاد باز می‌گردد. این سرستون نتیجه کاوش‌های مارسل و جین دیولافوا (Marcel and Jeanne Dieulafoy) در سال‌های ۱۸۸۴ تا ۱۸۸۶ میلادی است و در حال حاضر، در موزه لوور نگهداری می‌شود.